# Équipe de Russie de rugby à sept
L'équipe de Russie de rugby à sept est l'équipe qui représente la Russie dans les principales compétitions internationales de rugby à sept au sein des World Rugby Sevens Series et de la Coupe du monde de rugby à sept.

## Histoire
La Russie décroche sa place d'équipe permanente aux World Rugby Sevens Series pour la saison 2015-2016 grâce à sa victoire au tournoi qualificatif des Hong Kong Sevens 2015, décrochée à la dernière seconde contre le Zimbabwe.

## Palmarès
- Seven's Grand Prix Series :
  - Vainqueur : 2007, 2009.
- Hong Kong Sevens :
  - Vainqueur du Bowl : 2007, 2008.

## Joueurs emblématiques
- Vladimir Ostroushko